# Madonna Hildburgh
La Madonna Hildburgh è un'opera della scuola di Donatello (probabilmente su disegno o su un originale perduto del maestro) in marmo (41,1x32,2 cm) conservata nel Victoria and Albert Museum di Londra. Si tratta forse di un rilievo scolpito in parti più o meno rilevanti da un allievo o dalla bottega su disegno del maestro o copiando da un suo originale, databile al 1426 circa.

## Descrizione e stile
L'opera, in stile stiacciato, è racchiusa in un ovale e mostra la Vergine in trono col Bambino al di sotto di uno scenografico arco e affiancata da quattro angeli, due adoranti ai lati e due musicanti con viola e liuto in basso.
L'opera, o almeno il suo originale, viene datata al 1426, data della Maestà di Masaccio, con cui condivide un'analoga struttura (Avery, 1991). I due artisti erano infatti entrambi impegnati a Pisa in quell'anno e sono documentati i rapporti tra i due.
Pare quasi una gara di virtuosismo lo scorcio degli strumenti degli angeli, che sono presenti in posizione analoga anche nel grande dipinto di Masaccio.